# Луара
Луа́ра (фр. Loire МФА: [lwɑːʁ] Лвар) — найбільша річка Франції.
Луара бере початок в Севеннах на півдні Франції, тече на північ до Орлеана, далі повертає на захід. Впадає в Біскайську затоку Атлантичного океану біля Нанту, утворюючи естуарій. На Луарі знаходяться міста (в порядку від витоку до гирла) Роанн, Невер, Орлеан, Блуа, Тур, Анже, Нант, Сен-Назер.
Протяжність Луари — 1 020 км, що робить її 171-ю за довжиною річкою у світі. Площа басейну річки становить 117 054 км², або більш ніж п'ята частина суходолу Франції, а от середній потік води становить лише половину потоку Рони.
Людська історія у долині річки Луари починається з неандертальців середнього палеоліту 90–40 тис. років тому; сучасна людина прибула туди бл. 30 тис. років тому. Історичні племена галлів довкола Луари відомі з 1500 до 500 р. до н. е.; вони використовували Луару як великий річковий торговий шлях вже у 600 р. до н. е., встановивши торгові відносини з давніми греками на Середземному морі. Галлське панування в долині Луари закінчилося 56 р. до н. е., коли Гай Юлій Цезар захопив дотичні провінції на користь Римської імперії. Християнство з'явилося в долині у 3 ст. н. е., коли місіонери (багато з яких пізніше були проголошені святими), навернули місцевих язичників. В цей період поселенці заснували у долині виноградники та почали виробляти вино.
Долину Луари називають «Садом Франції»; в ній розташовані понад тисяча шато, кожне з виразними архітектурними елементами, збудовані у періоді від раннього Середньовіччя до пізнього Відродження. Початково вони будуватися як фортеці феодалів на стратегічному поділі між північною та південною Францією; зараз багато перебуває у приватній власності.

## Загальний опис
Луара тече через такі департаменти та міста Франції: Ардеш, Верхня Луара: Ле-Пюї-ан-Веле, Луара: Фер, Роанн, Сона і Луара: Дігуен, Альє, Ньєвр: Десіз, Невер, Ла-Шарите-сюр-Луар, Кон-Кур-сюр-Луар, Шер: Сансерр, Луаре: Бріар, Жіан, Орлеан, Луар і Шер: Блуа, Ендр і Луара: Амбуаз, Тур, Мен і Луара: Монсоро, Сомюр, Атлантична Луара: Ансені, Нант, Сен-Назер.

### Етимологія
Назва «Луара» (фр. Loire) походить від лат. Liger, яке в свою чергу було транскрипцією місцевої галлської (кельтської) назви річки. Галлська назва походить від галлського слова liga, що означало «мул, осад, алювій» та породило французьке слово lie, наприклад sur lie («на осаді» — виноробний термін.
Слово Liga походить від праіндоєвропейського кореня *legʰ-, який позначав «лежати» (цей корінь також є попередником багатьох англійських слів, напр. «lie», «lay», «ledge», «law», чи українського «лежати»).

## Фізична географія

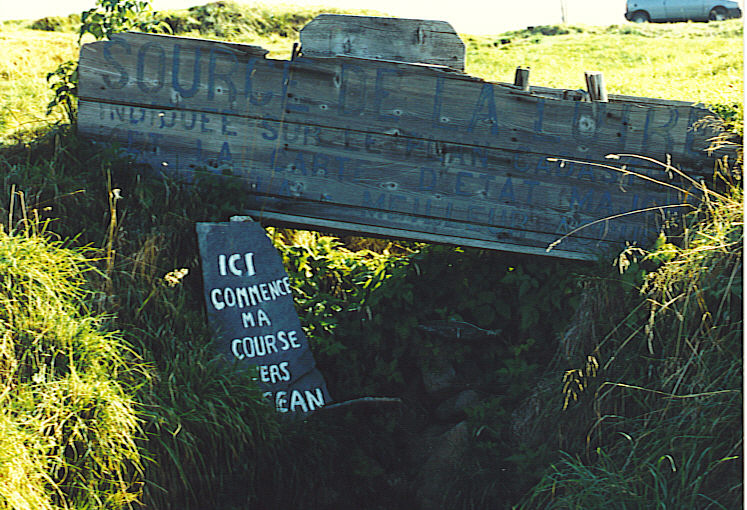
Витік річки Луари

Дослідження палео-географії регіону припускають, що палео-Луара текла на північ та поєднувалась з Сеною,, а нижня Луара мала витік у джерелі вище Орлеану десь довкола Жіану і текла на захід близько до поточного русла. Колись у тривалій історії підняття у Паризького басейну, нижня, Атлантична Луара захопила «палео-Луару» або "Сенську Луару (Loire séquanaise), утворивши сучасну річку. По колишньому руслу «Сенської Луари» зараз тече притока Сени — річка Луан.
Витік річки Луари розташований у східній частині Центрального масиву, у джерелах на південній стороні гори Жерб'є-де-Жон за координатами 44°50′38″ пн. ш. 4°13′12″ сх. д. / 44.84389° пн. ш. 4.22000° сх. д.. Ця точка розташована у північносхідній частині гірського масиву Севенни, на території муніципалітету Сент-Елалі (Ардеш) у південносхідній Франції. Джерело розташовано на висоті 1 408 м.н.м. Водоносний горизонт під горою Жерб'є-де-Жон породжує численні джерела, з яких три, розташовані у підніжжя гори, ідентифіковані як витоки річки Луара. Ці три струмки зливаються і утворюють Луару, яка стікає вниз долиною на південь від гори через селище Сент-Елалі.

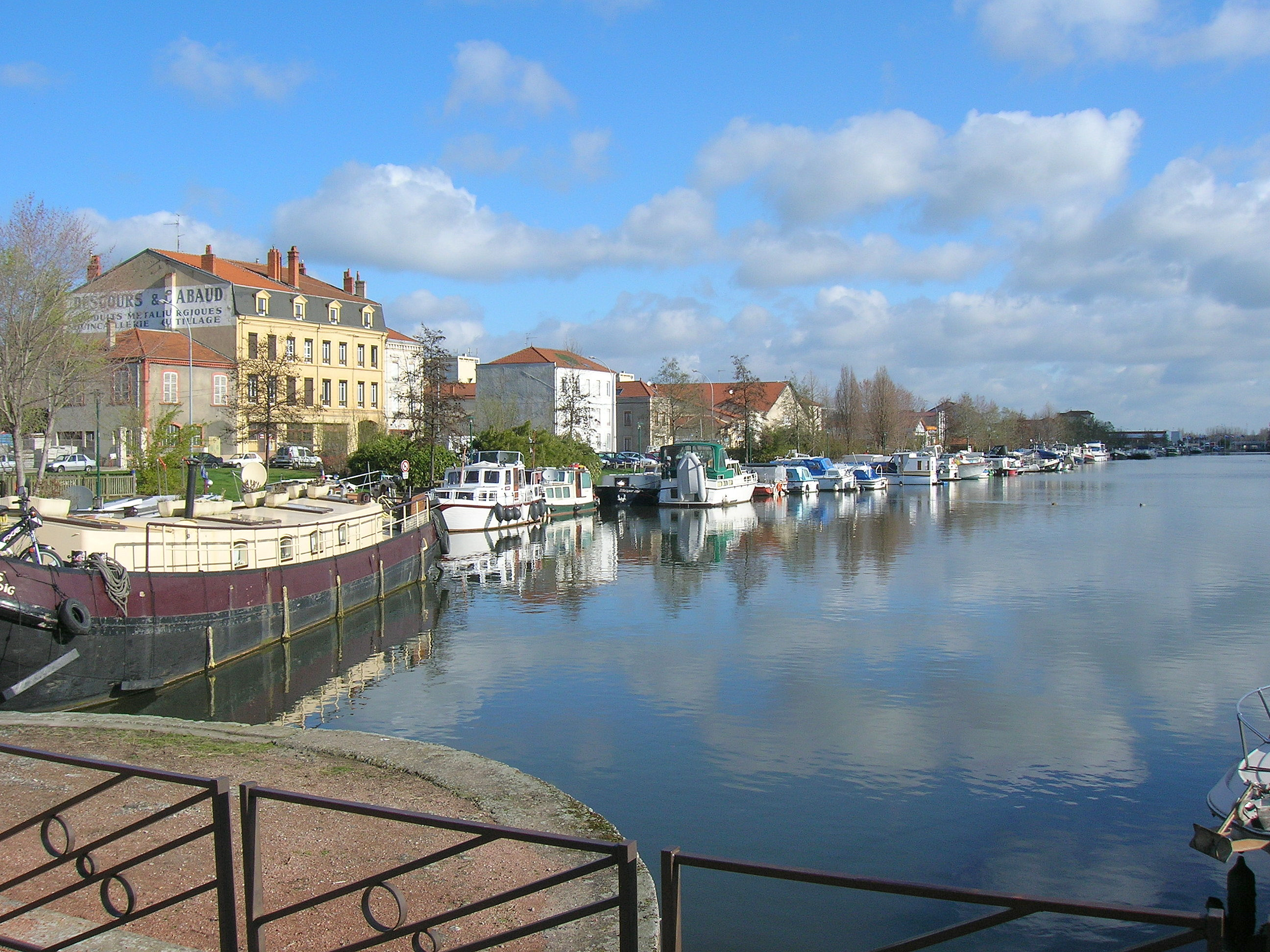
Річковий порт міста Роанн

Річка може бути поділена на три основні зони:
- Верхня Луара — ділянка від джерела до впадіння притоки Альє. На цій ділянці річка спочатку тече через вузьку, прорізану долину, що вирізняється каньйонами, лісами по краях долини та низькою населеністю регіону, а потім алювіальна рівнина розширюється і річка утворює меандри та розгалуження на багато русел. Потік води особливо високий на ділянці між Роанн і Віші до впадіння притоки Альє.[3]
- середня частина, яку утворює Долина Луари — ділянка від впадіння Альє до впадіння притоки Мен, довжиною бл. 280 км. На цій ділянці русло річки відносно пряме, крім ділянки біля Орлеану, та існують багато островів та піщаних банок. Між 12-м і 19-м сторіччям тут були збудовані численні дамби, метою яких був захист від повеней.[3]
- і Нижня Луара — ділянка від впадіння Мен до естуарію. На цій ділянці річка характеризується водно-болотними угіддями, які формують унікальні середовища для мігруючих птахів.[3]

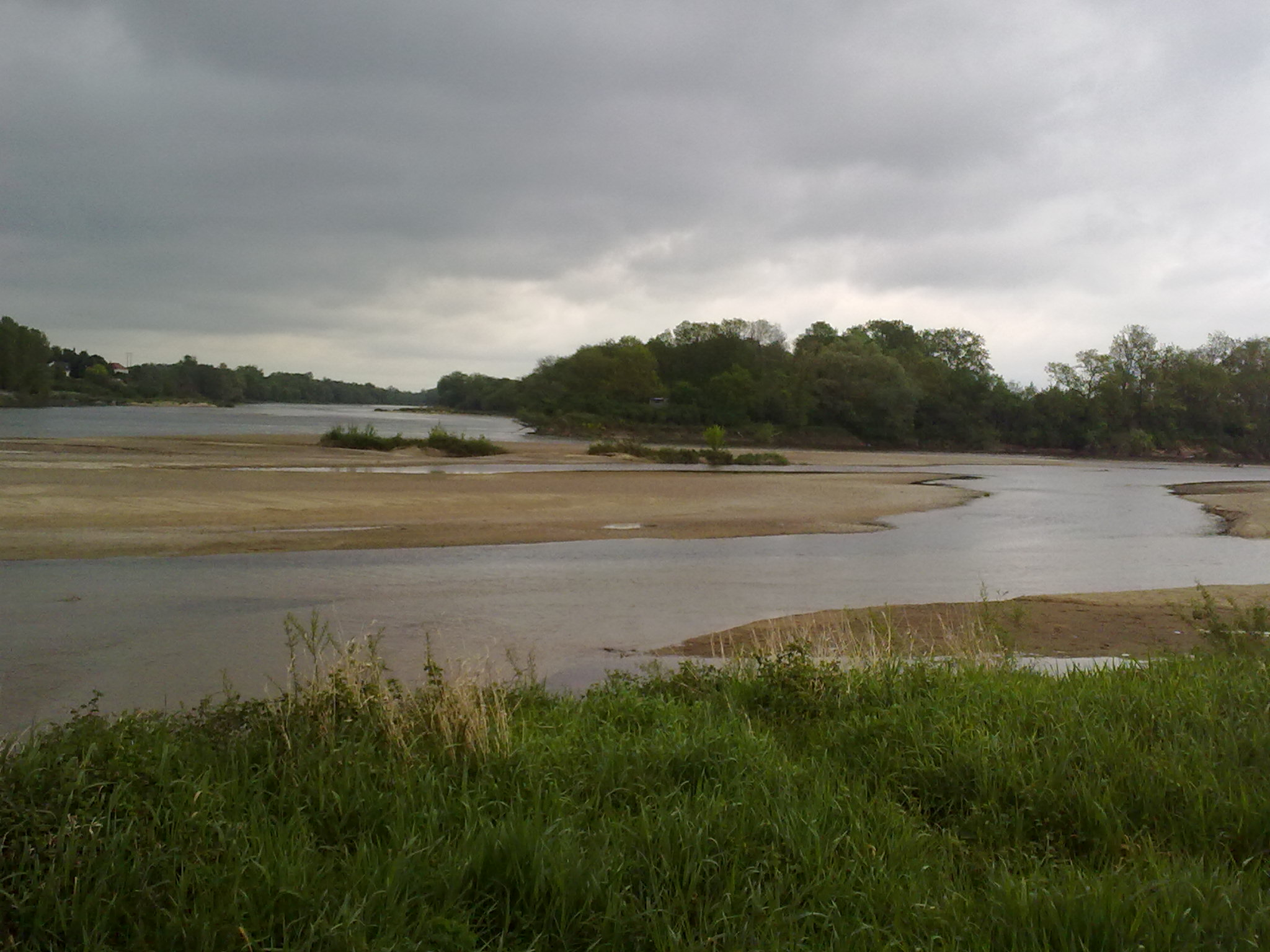
Впадіння Альє в Луару

Луара тече переважно на північ через Роанн та Невер до Орлеану, а після того на захід через Тур до Нанту, де фона формує естуарій. Річка впадає в Атлантичний океан на 47°16′44″ пн. ш. 2°10′19″ зх. д. / 47.27889° пн. ш. 2.17194° зх. д. між Сен-Назером і Сен-Бревен-ле-Пен, які пов'язані мостом через річку біля її гирла.
Припливна ділянка річки простягається на 60 км вглиб суходолу та має ширину до 3 км. На ній розташовані нафтопереробні заводи, порт Сен-Назера та
40 000 га водно-болотних угідь, які утворились бл. 9,5 тис. років тому внаслідок прориву берегу і затоплення низин морською водою на північному березі естуарію, а також пляжі Ле-Круазік і Ла-Боль-Ескублак вздовж берегової лінії.

### Притоки

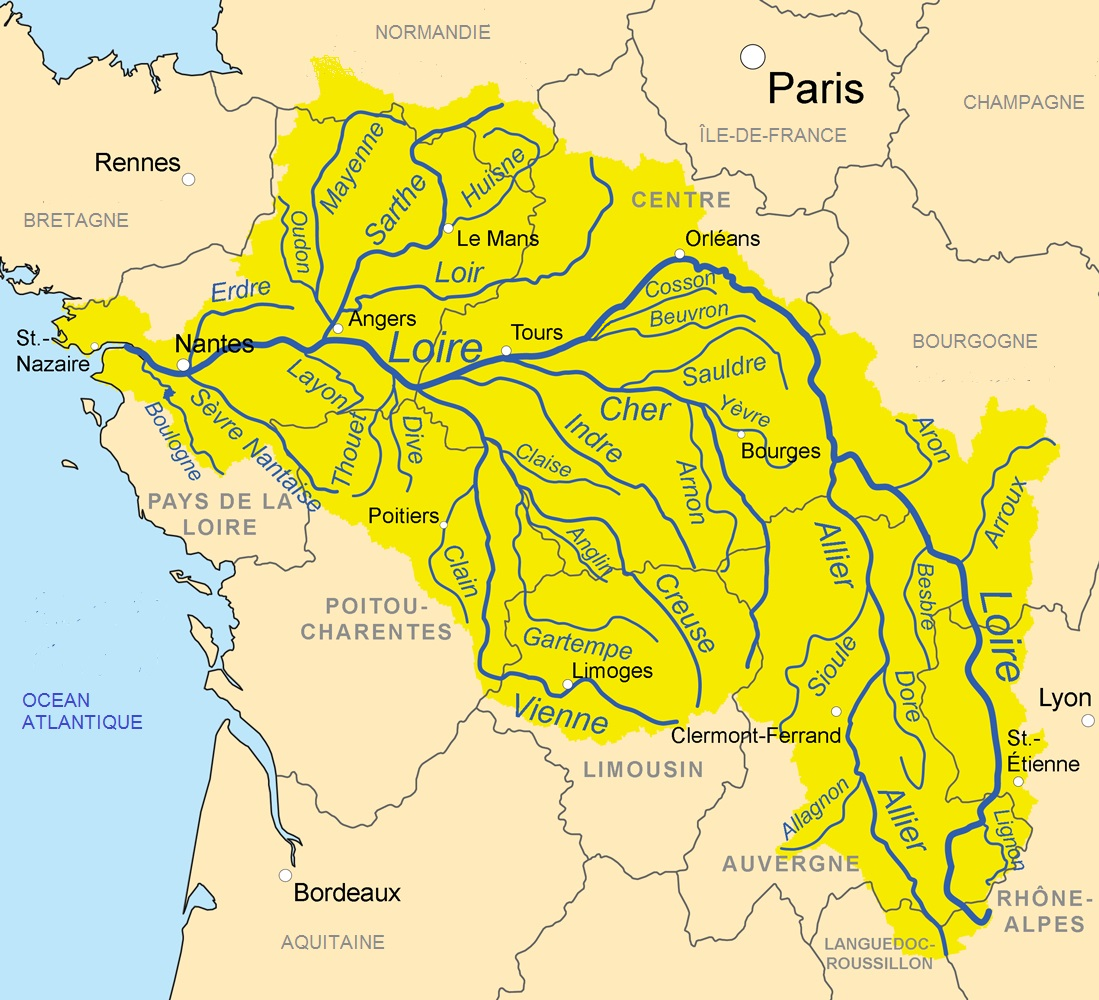
Карта басейну Луари з основними притоками

Головні притоки:
- правосторонні
  - Мен
- лівосторонні
  - Альє
  - Шер
  - Ендр
  - В'єнн

### Водний режим
Зміни в рівнях води річки іноді приводили до серйозної повені, особливо в 1856, 1866 і 1911 рр.

## Клімат
Клімат Луари вважається найбільш приємним у північній Франції, з більш теплими зимами, і переважно з меншою кількістю екстремумів температур, які рідко перевищують 38 °C. Це помірним морський клімат, характеризується відсутністю сухих сезонів та сильними дощами та снігом взимку, особливо на верхніх ділянках течії. Кількість сонячних годин на рік варіює між 1400 і 2200 та збільшується від північного заходу до південного сходу. Кількість опадів становить 690 мм/р на узбережжі та 648 мм/р вглиб суходолу.

## Флора

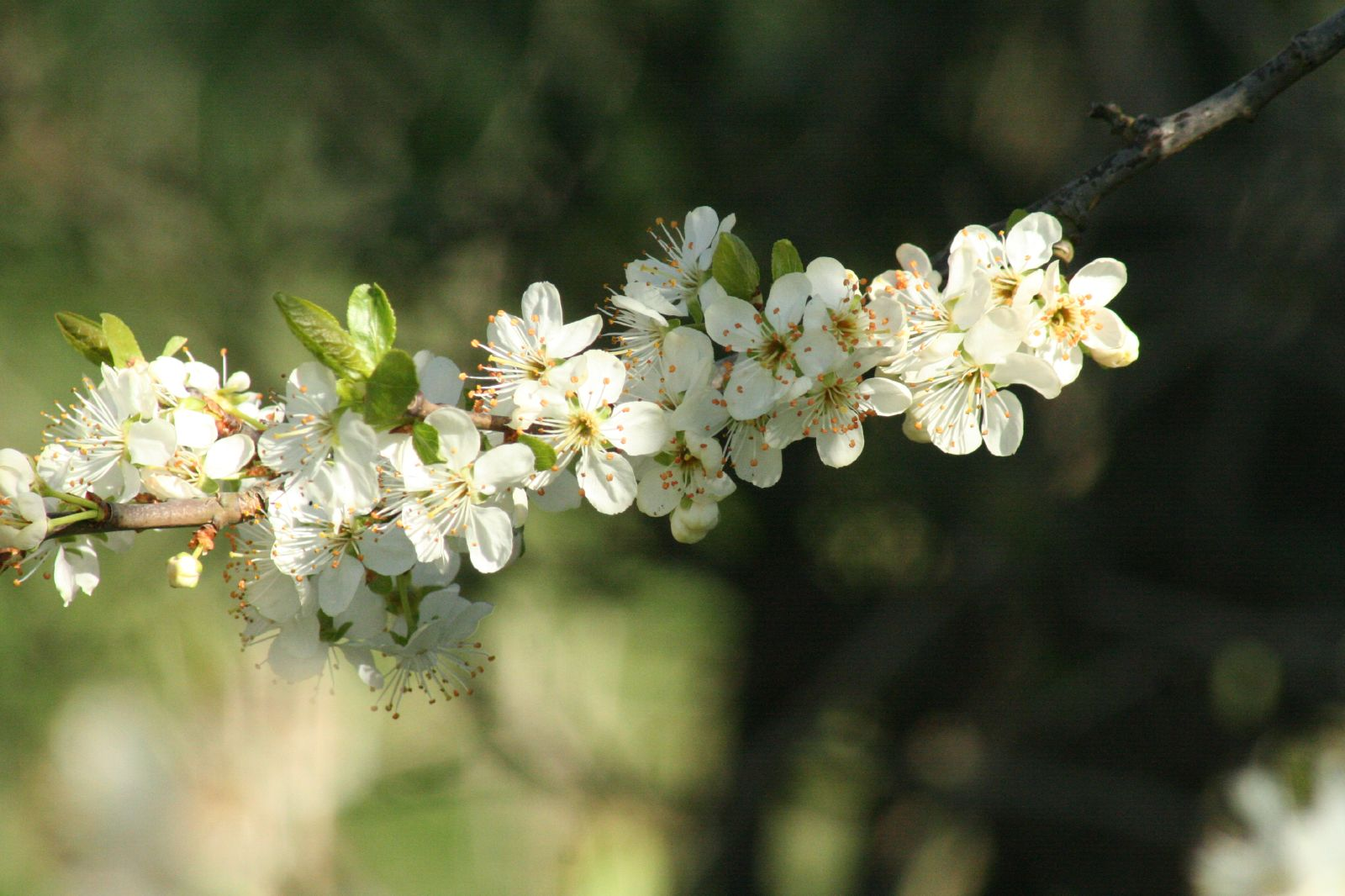
Квіти ренклоду

У центральній частині долини Луари розташований найбільший ліс Франції — Орлеанський ліс (фр. Forêt d'Orléans), який займає площу 38 234 га, а також заліснений парк площею 5 440 га, відомий як Шамборський ліс (фр. Foret de Chambord). Інша вегетація у долині перебуває переважно під приватним контролем та включає такі дерева як дуб, бук і сосна. У болотистих місцинах ростуть ясен, вільха та верба, а ряска слугує як природне добриво. Атлантичне узбережжя є домівкою декількох водних трав, важливим видом з яких є солонець, що використовується як кулінарний інгредієнт з огляду на її діуретичні властивості. Від греків у регіон потрапила винна лоза. Від римлян були запозичені дині, яблука, вишні, айва та груші, а також види фіолетового крокусу, з якого збирають шафран довкола Орлеану. Види сливи-ренклоду були привезені з Італії для посадки в садах шато. Холодок лікарський (спаржа) була завезена з північно-західної Франції.

## Історія

### Доісторичний період
Долина Луари була заселена неандертальцями з часів середнього палеоліту 90-40 тис. років тому. Сучасна людина заселила долину бл.30 тис. років тому. Десь у 5 тисячолітті до нашої ери, люди почали вирубати ліси по берегах річки та культивувати землі і вирощувати худобу. Вони будували мегаліти для вшанування мертвих, особливо з 35 ст. до н. е. Галли прибули у долину між 1500 і 500 роками до н. е., і карнути оселилися у Ценабумі (сучасний Орлеан) і збудували міст через річку. До 600 р. до н. е. Луара вже стала важливим торговим шляхом між кельтами та давніми греками і лишалась одним з основних торгових шляхів Франції понад 2000 років. Для доставки товарів між Середземномор'ям та Атлантичним узбережжям, фінікійці і греки використовували в'ючних конів, щоб транспортувати товари з Ліону до Луари.

### Давній Рим, алани та вікінги

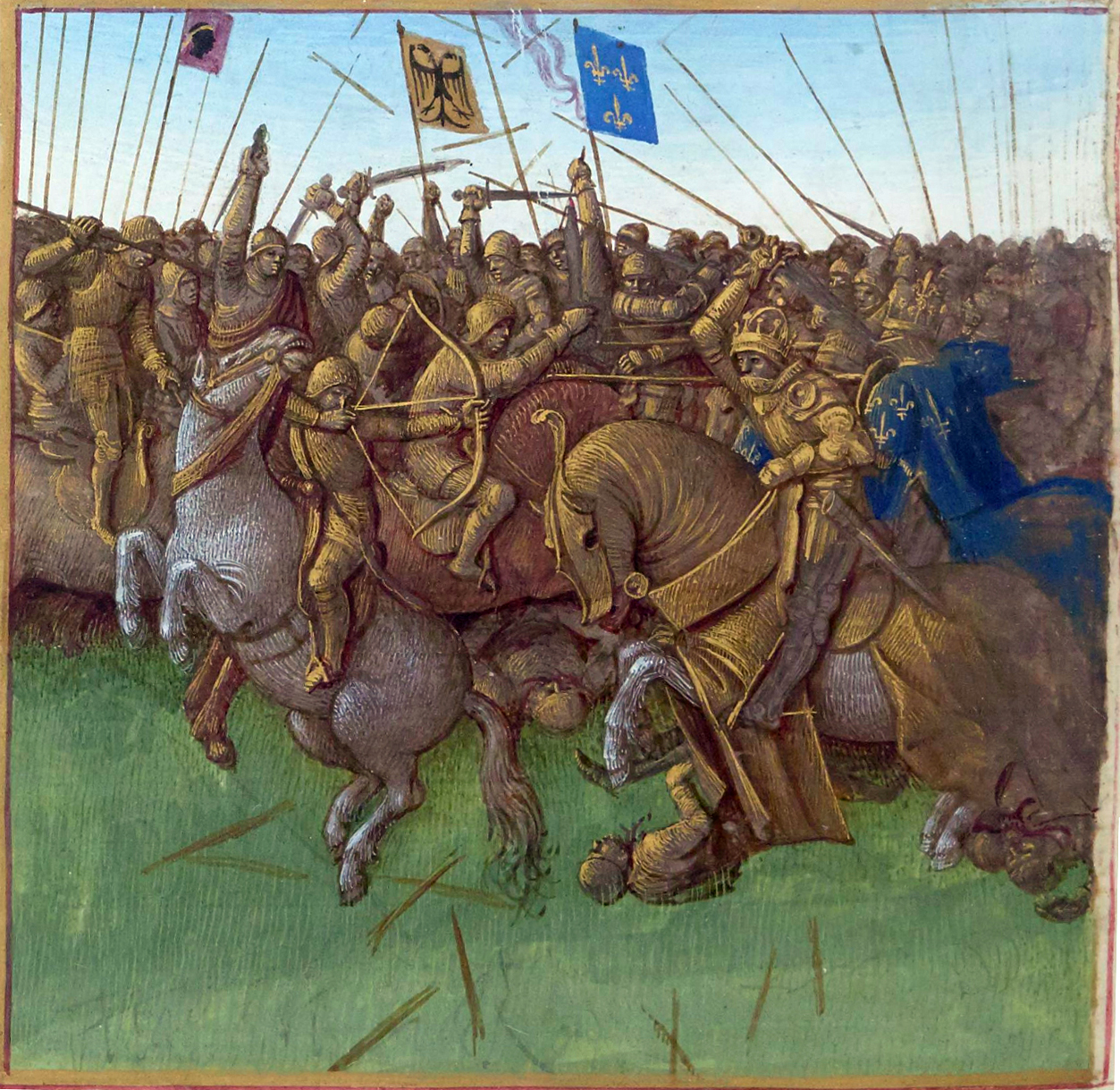
Вторгнення вікінгів 879 р.

Римляни успішно підкорили галлів 52 р. до н. е. і почали розвивати Ценабум, який вони назвали Авреліаніс. Вони також розпочали будівництво міста Цезародунум (зараз — Тур) з 1 р.н. е.. Римляни використовували Луару до Роанна, розташованого в ~150 км вниз по течії від витоку річки. Після 16 року долина річки Луари стала частиною римської провінції Аквітанія зі столицею у Аварікумі. Християнство з'явилося в долині у III столітті, коли місіонери навернули місцевих язичників. Монахи-місіонери заснували у долині виноградники та почали виробляти вино.
У V-му столітті. Римська імперія остаточно занепала і франки та алемани прийшли у долину Луари зі сходу. Після їх приходу виник конфлікт франків та вестготів. У 408 році іранське плем'я аланів перетнуло Луару і значна їх кількість, очолювана царем Сангібаном, оселилася у середній течії Луари у Галлії. Сліди їх розселення збереглися у прізвищах довкола сучасного міста Орлеан — «Allaines».
У IX-му ст. розпочалися набіги вікінгів на західне узбережжя Франції; вони використовували довгі човни для навігації Луарою. 853 року вони атакували та знищили Тур та його знамените абатство, а рейдами 854 і 872 років двічі знищували Анжу. У 877 році помер Карл II Лисий, що стало кінцем династії Каролінгів. Після тривалого конфлікту у регіоні, 898 року Фульк І Рудий став першим графом Анжуйським.

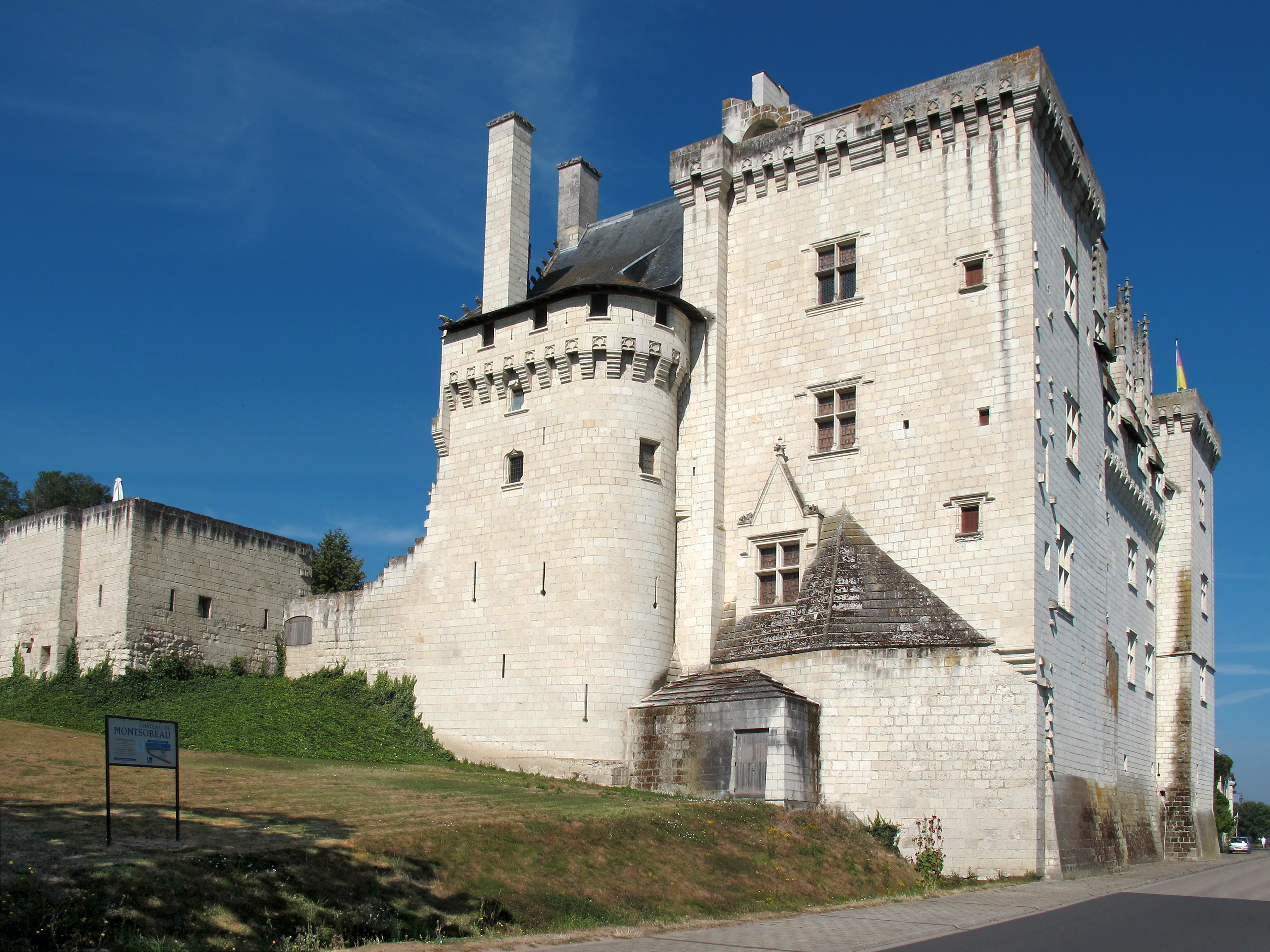
Шато де Монсоро (1453) — єдиний замок Луари, збудований безпосередньо у руслі Луари.

### Середньовіччя
Під час Столітньої війни (1337—1453 рр.), Луара була кордоном між французами та англійцями, які окупували територію на північ від річки. Третина населення померла від епідемії Чорної смерті 1348–9. Англійці перемогли французів 1356 року і Аквітанія перейшла під контроль англійців 1360 р. 1429 року Жанна д'Арк переконала короля Карла VII вигнати англійців з країни. Її успішне зняття облоги Орлеана (який розташований на Луарі) стало поворотною точкою війни.
У 1477 році перший у Франції друкарський верстат був збудований у Анжу, а близько цього часу були збудовані замки Ланже і Монсоро. За правління короля Франциска I (1515—1547 рр.) італійське Відродження мало вражаючий вплив на регіон, і мешканці запозичували його елементи у архітектуру і культуру, особливо еліта, яка відтворювала його принципи у своїх шато.
У 1530-ті роки ідеї Реформації досягли долини Луари і частина людей навернулась у протестантство. Розпочалися релігійні війни і 1560 року католики втопили у річці декілька сот протестантів. Під час Релігійних воєн 1562—1598 рр. Орлеан був важливим укріпленням гугенотів, але 1568 року протестанти підірвали Орлеанський собор. 1572 року бл.3000 гугенотів були вбиті у Парижі під час Варфоломіївської ночі; ще сотні були втоплені католиками у Луарі.

### 1600–сучасність

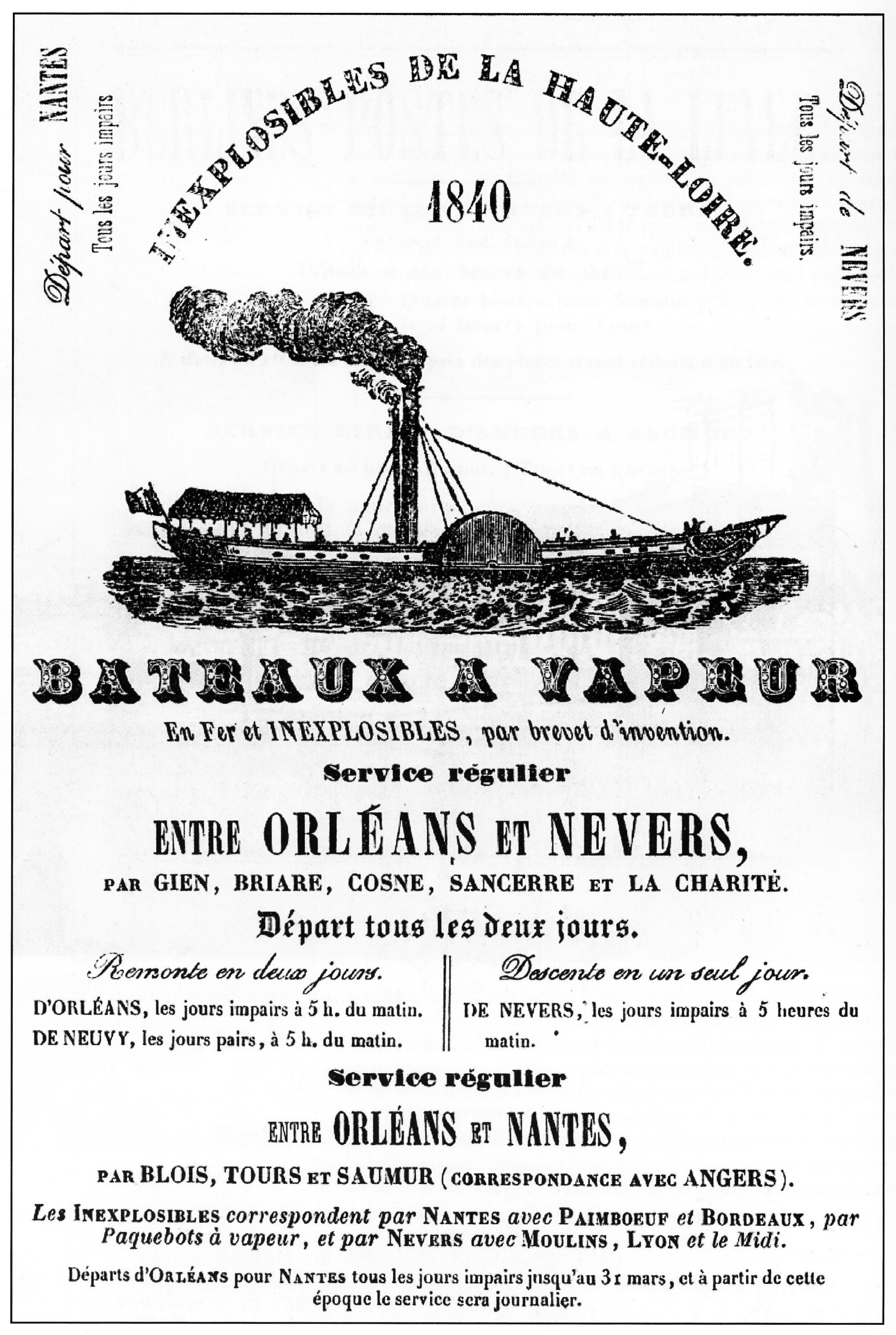
Плакат 1840 року, який рекламує екскурсії річкою

Протягом століть місцевий люд використовував дерев'яні набережні та дрегування у намаганні підтримувати навігаційний канал на річці, який був критичним для транспортування. Поступово річковий трафік зростав, і в Середньовіччі існувала система річкових митниць. До нашого часу збереглися деякі з цих митних мостів, які існували понад 800 років. У 17-му сторіччі Жан-Батист Кольбер запровадив використання кам'яних набережних на ділянці від Роанна до Нанта, що допомогло полегшити навігацію на річці, але вона все одно части зупинялась внаслідок несприятливих умов при повенях чи посухах. За оповідями, повені 1707 року забрали життя 50 тис. мешканців, коли протягом двох годин вода в Орлеані піднялася більш ніж на 3 метри. Типова пасажирська подорож вниз річкою від Орлеану до Нанту тривала 8 днів, а вгору проти течії — 14. Під час Вандейської війни у річці втопили багато полонених, оскільки це вважалось більш ефективним способом страти.
На початку XIX-го сторіччя по річці між Нантом та Орлеаном почали курсувати пасажирські пароплави, що пришвидшило подорож вгору по течії; до 1843 року щорічно вже перевозилось 70 тис. пасажирів у Нижній Луарі та 37 тис. у Верхній Луарі. Але конкуренція з залізницями, яка почалась у 1840-х роках зменшила річкову торгівлю. Пропозиції створити навігацію на всій довжині річки до Бріара не були реалізовані. Відкриття Бокового каналу Луари 1838 року дозволило продовжити навігацію на ділянці між Дігуеном та Бріаром, але перехід річки у Бріарі на її рівні залишався  проблемою до будівництва 1896 року Бріарського акведука. Маючи довжину 662,69 м, він тривалий час лишався найдовшим акведуком такого типу у світі.
Канал Роанн-Дігуен також було відкрито 1838 року. Він був майже закритий 1971 року, але і зараз, на початку 21-го ст., він все ще дозволяє навігацію далі долиною Луари до Дігуена. Вузький канал де Беррі довжиною 261 км, зі шлюзами шириною лише 2,7 м, був відкритий у 1820-ті роки та поєднував Боковий канал Луари у Марсей-лез-Обіньї з річкою Шер у Нуає і знову з Луарою поблизу Тура. Цей канал був закритий 1955 р.

## Навігація

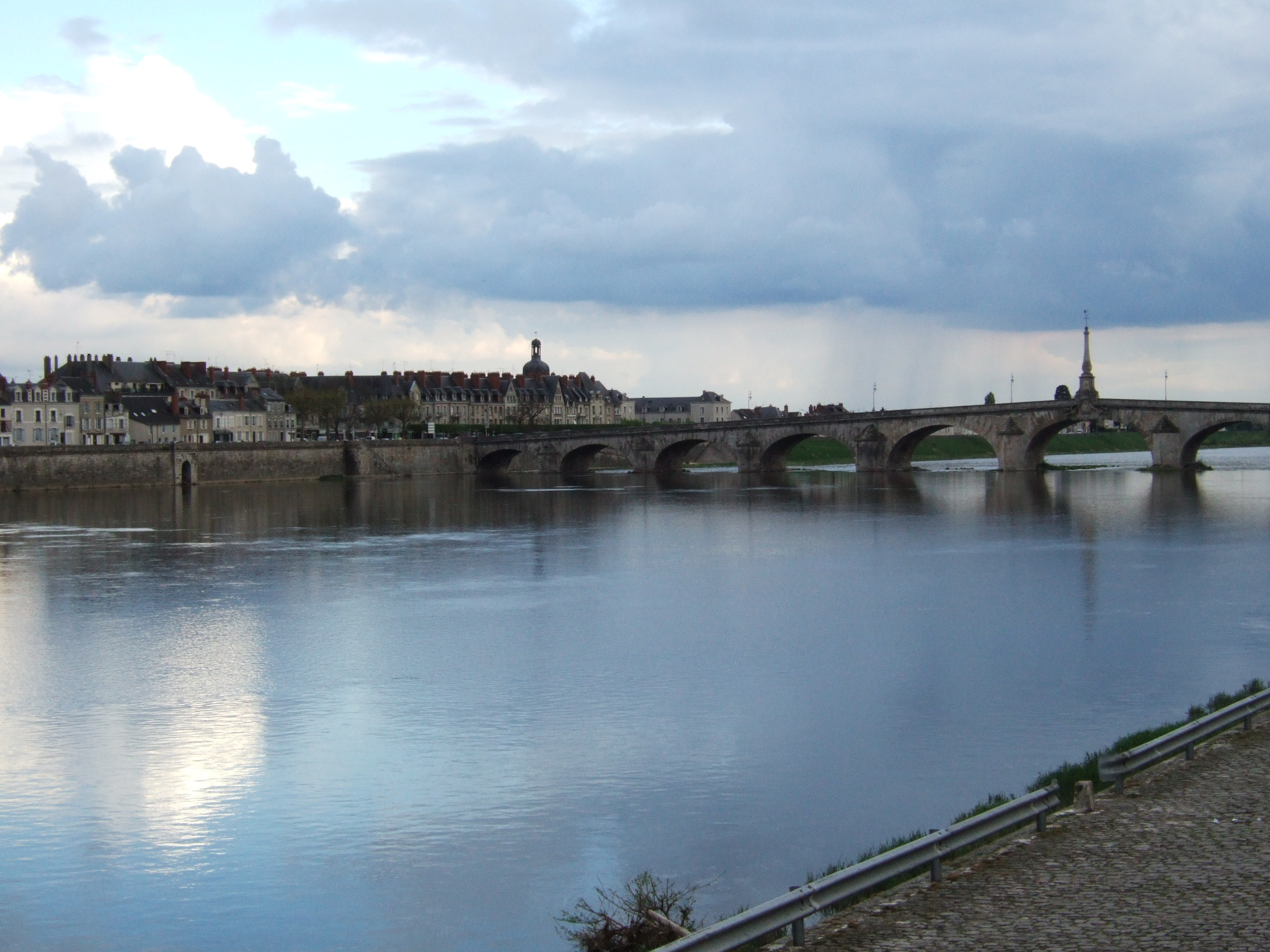
Луара в місті Блуа.

У 1700 році порт Нанта налічував більше судів внутрішніх водних шляхів, ніж будь-який інший порт у Франції, що свідчить про історичну важливість судноплавства на найдовшій річці Франції. Мілководні габари (фр. gabares) та інші річкові кораблі продовжували транспортувати вантажі в індустріальну епоху, включаючи вугілля з Сент-Етьєна, завантаженого на баржі в Орлеані. Проте небезпечна навігація по вільній течії і обмежені тоннажі означали, що залізничні шляхи швидко знищили вцілілий траффік з 1850-х років. У 1894 році була створена компанія, яка сприяла поліпшенню судноплавства від Нанта до Бряара. Роботи були дозволені в 1904 році і проведені в два етапи від Анже до меж припливів в Удоні. Ці роботи, з буйнами і підводними насипами, збереглися і сприяють обмеженому судноплавству в сучасних умовах. Дамба через Луару у Сен-Леже-де-Вінь дозволяє навігації перетнути з каналу Ніверне до Бокового каналу Луари.
Навігація на річці офіційно можлива до Бушмену,, де в неї біля Анжу впадає річка Мен. Станом на  2017, навігація можлива на таких ділянках річки:
- морська Луара: 53 км від Атлантичного океан у Сен-Назарі до Нанту, без шлюзів[32]
- Луара: 84 км від Нанту до Бушмену поблизу Анжу, без шлюзів[33]
- Боковий канал Луари: 196 км від Бріара до Дігуена, паралельно річці, 36 шлюзів[34]
- Канал Роанн-Дігуен: 56  км від Дігуена до Роанна, паралельно річці, 10 шлюзів[35]

## Каскад ГЕС
На річці розташовано ГЕС Вільре. Ресурс з Луари використовує дериваційна ГЕС Монпезат.

## Луара в культурі
2 грудня 2000 року центральна частина долини Луари була додана у список Світової спадщини ЮНЕСКО.

### Мистецтво
Луара надихнула багато поетів та письменників, серед яких: Карл I Орлеанський, Франсуа Рабле, Рене Гі Каду, Клеман Маро, П'єр де Ронсар, Жоашен дю Белле, Жан де Лафонтен, Шарль Пеґі, Гастон Куте ; а також художників, таких як: Рауль Дюфі, Вільям Тернер, Гюстав Курбе, Огюст Роден, Фелікс Валлотон, Жак Війон, Жан-Макс Альбер, Шарль Ледюк, Едмон Бертре і Жан Шабо.

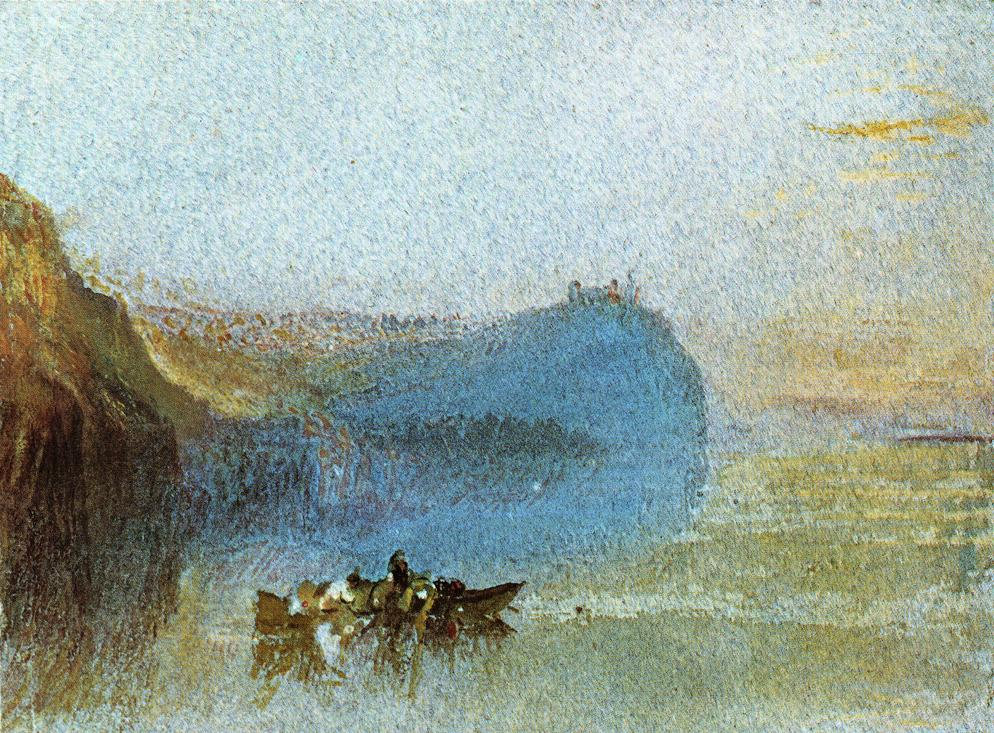
Пейзаж Луари, Вільям Тернер.
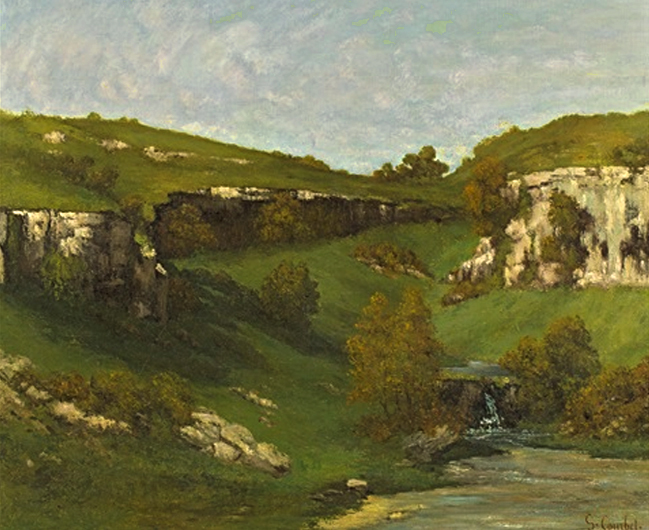
Джерело Луари, Гюстав Курбе.
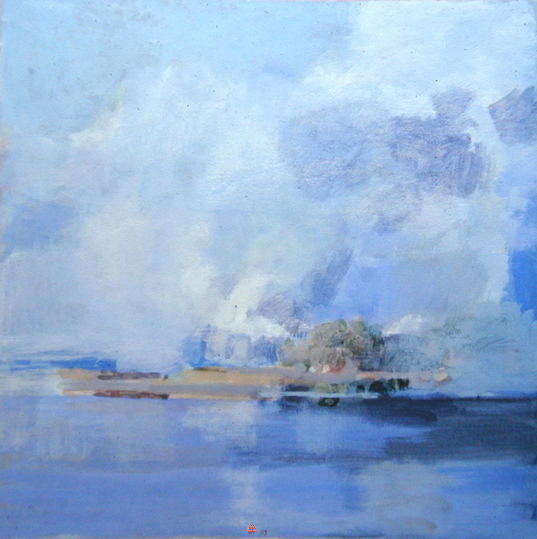
Портрет Луари, Жан-Макс Альбер, 1988.
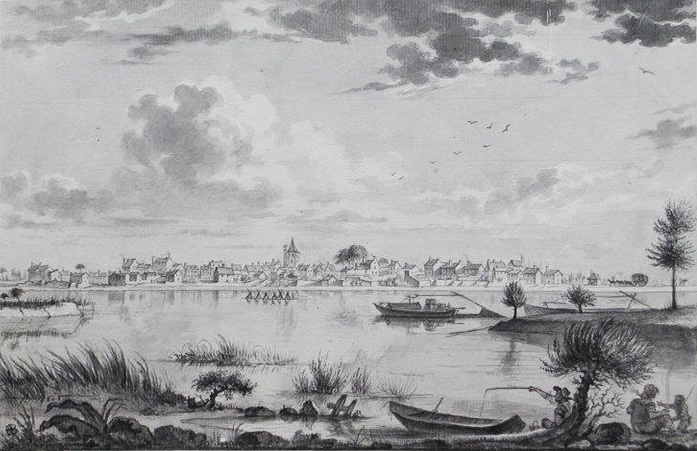
Les Rosiers-sur-Loire, Жан-Жак Делюсс, 1800
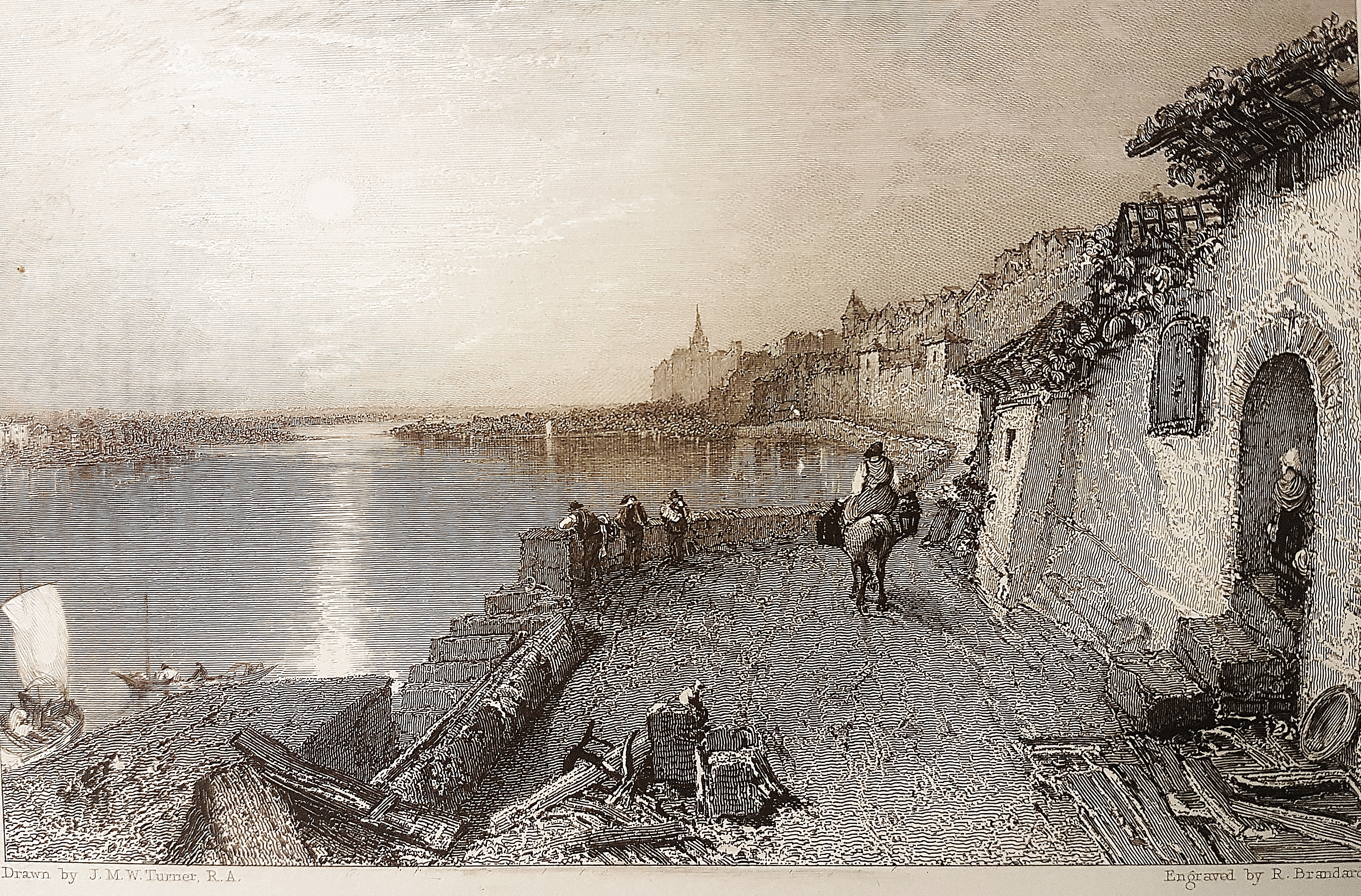
Луара біля Монсоро, Вільям Тернер, 1832, Шато-де-Монсоро - Музей сучасного мистецтва.